# Pedro Dom
Pedro Machado Lomba Neto, mais conhecido pela alcunha Pedro Dom ou Bandido Gato (Rio de Janeiro, 27 de setembro de 1981 — Rio de Janeiro, 15 de setembro de 2005), foi um criminoso brasileiro da classe média carioca que chefiou uma violenta quadrilha especializada em assaltar edifícios de luxo no Rio de Janeiro.

## Biografia
Filho de um ex-policial que integrou o Esquadrão de Ouro, também conhecido como Esquadrão da Morte, tornou-se usuário de drogas. Louro, bonito e de olhos azuis, Pedro ganhou o apelido de Dom de outros garotos dependentes,[carece de fontes?] com quem convivia nas esquinas da rua Prado Júnior, em Copacabana. 
Começou a roubar para financiar seu vício. No começo, subtraía objetos de sua mãe, com quem vivia junto com as duas irmãs. Depois passou a fazer pequenos furtos. Foram constantes as tentativas inúteis da mãe para libertá-lo das drogas. Foi internado 15 vezes em clínicas de reabilitação. A mãe chegou a vender um apartamento (o pai foi contra) para pagar seu tratamento médico e propinas para a polícia - com o objetivo de evitar sua prisão. 
No ano de 2001, foi preso por porte ilegal de armas. Diante do laudo médico que atestava sua dependência química, o juiz decidiu libertá-lo, mas foi demovido pela mãe que pediu para que o filho fosse internado em um hospital penitenciário - imaginando que seria uma forma de mantê-lo afastado do vício. Contudo, o hospital funcionou como uma escola para o crime. Durante a internação, ele conheceu assassinos, traficantes e ladrões com os quais se aliou.
Voltou para as ruas seis meses depois, em fevereiro de 2002, com a condição de continuar o tratamento de desintoxicação no ambulatório do hospital. No entanto, compareceu apenas uma vez, contrariando a ordem judicial. 
Ficou desaparecido por cerca de dois anos. Ressurgiu em 2004, liderando uma quadrilha especializada em assaltos a edifícios de luxo no Rio de Janeiro. A primeira namorada, aos dezessete anos, era usuária de drogas e assaltante. Filha de um oficial da Aeronáutica, ela ia a frente nos assaltos, para atrair a atenção dos porteiros.
Dom era conhecido como uma pessoa violenta. Suas vítimas descreviam cenas de horror. Uma delas relatou que para forçá-la a contar onde guardava as joias, ele chegou a colocar uma granada sobre a cabeça de uma criança. Gostava de andar com roupas de grife e preferia roubar vestimentas e calçados finos. Sem ser traficante mas viciado em cocaína, integrava a facção criminosa Amigos dos Amigos (ADA) e vivia refugiado entre as favelas da Rocinha, Santa Marta e do complexo da Maré.

## Captura e morte
Em 15 de Setembro de 2005, Pedro Dom foi morto com um tiro de fuzil no peito no corredor de um prédio na Lagoa, bairro nobre da zona sul do Rio de Janeiro. Eram 4h da madrugada e ele havia acabado de furar, com o uso de uma granada, um cerco policial montado para prendê-lo na saída do túnel Rebouças (ligação entre as zonas norte e sul). A ação para capturá-lo foi montada após escutas telefônicas terem flagrado, por volta da meia-noite, conversas suas com um cúmplice, em que o assaltante pedia para buscá-lo na favela Vila dos Pinheiros (complexo da Maré, zona norte) e levá-lo à Rocinha (zona sul). 
De acordo com sua família, a polícia atribuiu a Dom crimes que foram praticados por outras quadrilhas. Ele deixou um filho de 5 meses.